# El caminante
El caminante (Kōjin) es una novela del escritor japonés Natsume Soseki publicada por entregas en el periódico japonés Asahi Shimbun del 6 de diciembre de 1912 al 5 de noviembre de 1913. Ha sido publicada en español por Satori Ediciones en el año 2011.

## Reseña
El caminante es una novela en cuatro partes o secciones, cada una de las cuales se subdivide a su vez en capítulos cortos, de una o dos páginas, un recurso habitual en las últimas novelas de Soseki. Sus tres primeras partes se publicaron por entregas en el Asahi Shimbun desde el 6 de diciembre de 1912 hasta el 7 de abril de 1913. La cuarta, desde el 16 de septiembre hasta el 15 de noviembre tras un intervalo de cinco meses ocasionado por crisis nerviosas e intensas dolencias estomacales del autor. Cada parte constituye una historia casi independiente. Sin embargo la técnica narrativa de Sōseki en esta obra es inconfundiblemente moderna y se adscribe a lo que pudiera llamarse oblicuidad en la presentación de los hechos. Toda la novela está escrita en primera persona, primero a través de Jiro Nagano, un joven soltero empleado en un estudio arquitectura, y posteriormente en la sección cuarta, a través del señor H adopta mayoritariamente un formato epistolar. Estos dos narradores ofrecen puntos de vista distintos de un tercer personaje: Ichiro, verdadero protagonista de la obra.
Jiro Nagano es un joven soltero que viaja a Osaka para visitar a un pariente y concertar el matrimonio, por encargo familiar, de la joven Osada. En la ciudad Jiro ha previsto encontrarse con su amigo Misawa para subir juntos al monte Koya. Misawa se retrasa pues ha caído enfermo y se encuentra ingresado en un hospital. Durante los largos y calurosos días de estancia hospitalaria Misawa revela a Jiro su trágica historia de amor no consumado con una joven demente. El plan de ascenso al monte Koya se ve frustrado pero Jiro aún debe permanecer en Osaka pues su familia viene desde Tokio para celebrar el buen acuerdo matrimonial alcanzado para la joven Osada. Con la llegada de la madre y del matrimonio formado por Ichiro, hermano mayor de Jiro, y Nao, la novela alcanza una nueva dimensión en las relaciones de los personajes. El peculiar triángulo de sutiles relaciones entre Ichiro, Jiro y Nao centra la trama principal de la narración. Las sospechas de Ichiro y su incapacidad para desenvolverse en un mundo en constante cambio, le convierten en personaje principal y en portavoz de la angustia del hombre moderno aislado irremediablemente de su familia y de una sociedad cuyos valores tradicionales se desmoronan.

## Personajes
- El padre: antiguo funcionario del gobierno ahora jubilado.
- La madre: Tsuma.
- Ichiro: hijo mayor y profesor universitario.
- Jiro: segundo hijo y narrador de la novela. Trabaja como empleado en un estudio de arquitectura.
- Oshige: hermana de Ichiro y Jiro.
- Nao: esposa de Ichiro.
- Yoshie: hija de Ichiro y Nao.
- Okada: pariente lejano de la madre que vivió en casa de los Nagano durante su época de estudiante. Actualmente trabaja y reside en Osaka.
- Okane: esposa de Oka